# Leskia pilipleura
Leskia pilipleura är en tvåvingeart som beskrevs av Louis-Paul Mesnil 1978. Leskia pilipleura ingår i släktet Leskia och familjen parasitflugor.
Artens utbredningsområde är Madagaskar. Inga underarter finns listade i Catalogue of Life.